# Gare de Vierves
La gare de Vierves, est une gare ferroviaire belge de la ligne 132 de Charleroi à la Treignes (frontière), située à Vierves-sur-Viroin sur le territoire de la commune de Viroinval en région wallonne dans la province de Namur.
Mise en service en 1854 Société du chemin de fer de l'Entre-Sambre-et-Meuse, elle est fermée au service des voyageurs depuis 1963.
Cette gare fermée est située sur section de ligne uniquement utilisée pour des circulations de trains touristiques du Chemin de fer à vapeur des Trois Vallées.

## Situation ferroviaire
Établie à 134 mètres d'altitude, la gare de Vierves est située au point kilométrique (PK) 56,60 de la ligne 132 de Charleroi à Treignes (frontière), entre les gares d'Olloy-sur-Viroin et de Treignes. Cette section de ligne est utilisée par les circulations de trains touristiques du Chemin de fer à vapeur des Trois Vallées.

## Histoire
La station de Vierves est mise en service le 15 juin 1854 par la Société du chemin de fer de l'Entre-Sambre-et-Meuse, lorsqu'elle ouvre à l'exploitation la section de Mariembourg à la frontière française de sa ligne principale.
C'est dans le grand bâtiment de cette gare et sur les voies de garage que s'effectuait le service de la douane. Il est transféré à la gare de Treignes en 1904.
Elle est fermée au service des voyageurs le 29 septembre 1963 lors de l'arrêt de ce trafic sur la section de Mariembourg à Treignes en continuation de son arrêt entre Treignes et la gare Française de Vireux le 10 décembre 1962.

## Patrimoine ferroviaire

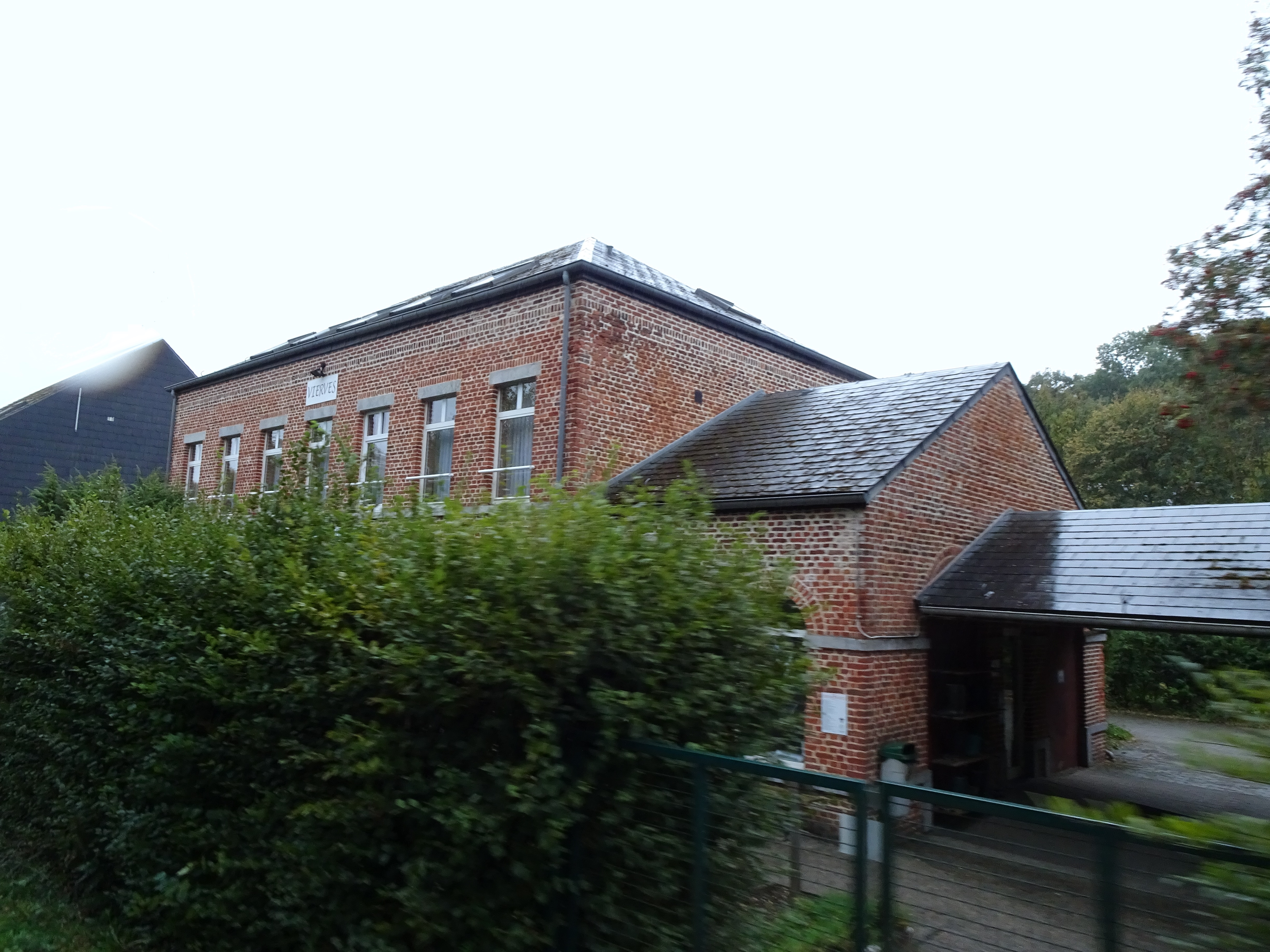
Bâtiment de la gare, vu depuis un train du CFV3V.

À cause de son rôle de gare frontalière pendant 50 ans, la Compagnie de l'Entre-Sambre-et-Meuse y a construit un bâtiment de gare doté d'une partie centrale à étage de sept travées (contre trois pour ses gares ordinaires). Plusieurs éléments stylistiques rattachent cette gare en briques aux bâtiments standard de la compagnie ainsi qu'à la gare de Mariembourg.
Les anciens bâtiments (gare et halle aux marchandises) ont été réaffectés, ils abritent l'Écosite de la vallée du Viroin.